# Modern Talking
Modern Talking je bila nemška pop skupina. Ustanovljena je bila leta 1984.
Vodji skupine sta bila glavni kitarist in tekstopisec Dieter Bohlen in vokalist Thomas Anders.
Po svetu je skupina prodala več kot 120 milijonov albumov.

## Diskografija
- 1985 The 1st Album
- 1985 Let's Talk About Love
- 1986 Ready for Romance
- 1986 In the Middle of Nowhere
- 1987 Romantic Warriors
- 1987 In the Garden of Venus
- 1998 Back for Love
- 1999 Alone
- 2000 Year of the Dragon
- 2001 America
- 2002 Victory
- 2003 Universe